# Evangelische Kirche Weißenborn (Hessen)

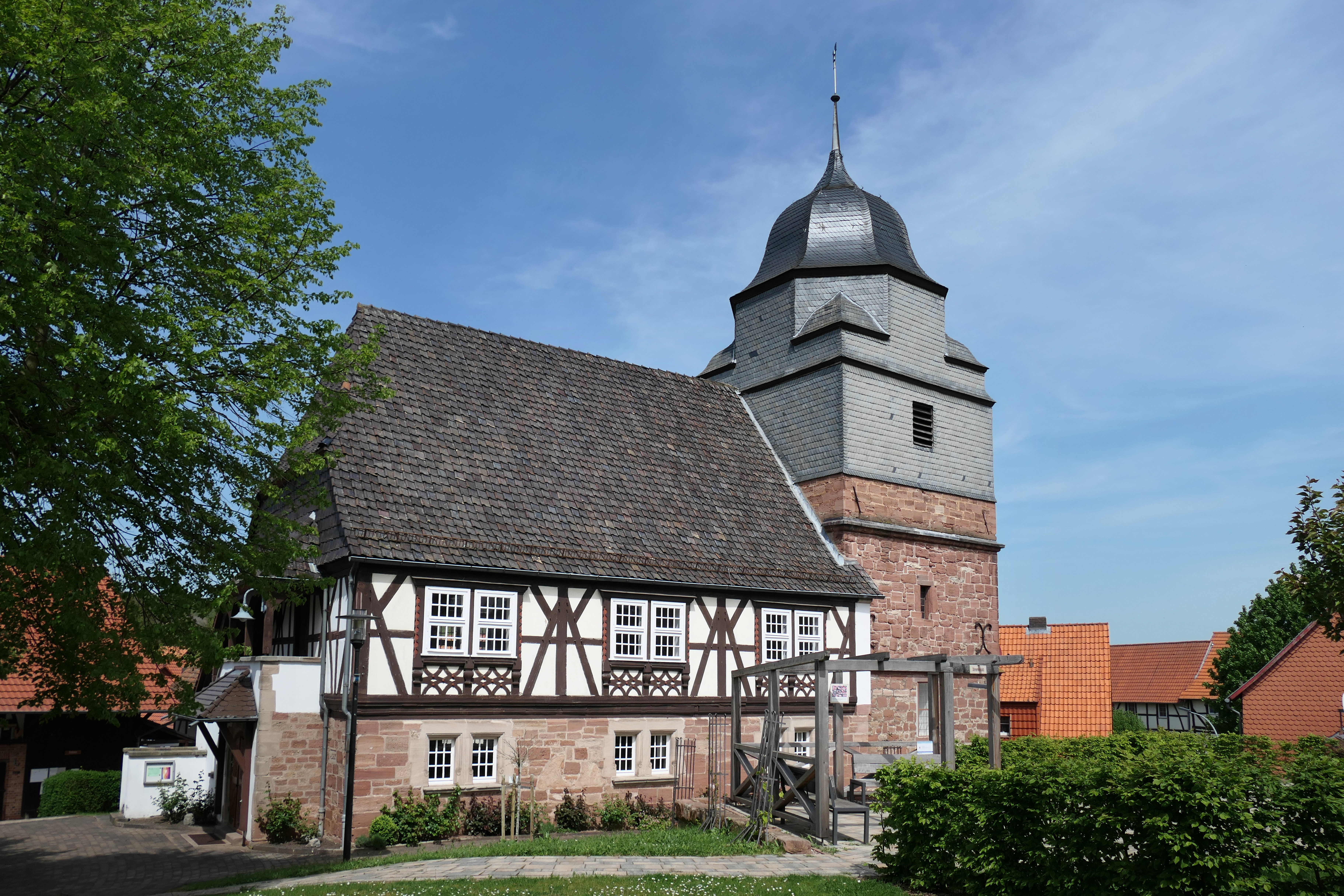
Blick auf die Kirche aus südlicher Richtung, ihre Geschichte kann bis in das Jahr 1577 zurückverfolgt werden

Die Evangelische Kirche Weißenborn ist ein denkmalgeschütztes Gebäude in der Dorfmitte von Weißenborn, einem Ort im nordhessischen Werra-Meißner-Kreis. Die Kirchengemeinde Weißenborn bildet mit der Gemeinde Rambach und den Gemeinden der Ringgaudörfer Lüderbach und Rittmannshausen das Kirchspiel Weißenborn-Rambach. Jedes der Dörfer, die seit dem Jahr 2013 pfarramtlich verbunden sind, hat einen eigenen Kirchenvorstand. Sie gehören zum Kirchenkreis Werra-Meißner, innerhalb der Evangelischen Kirche von Kurhessen-Waldeck, im Sprengel Kassel.

## Geschichte
Vermutlich wurde Weißenborn mit der historischen Namensform „Wissenborn“ im Jahr 1365 erstmals urkundlich erwähnt, als die Brüder Conrad und Otto von Völkershausen ihre von ihren Eltern ererbten Rechte auf Weißenborn, Rambach und drei weiteren Dörfern an Landgraf Otto von Hessen verkauften. Mit Rambach verband Weißenborn eine Ortsgeschichte, die über Jahrhunderte hinweg nahezu gleich verlief. Im Oktober 1971 wurden beide Dörfer im Rahmen der hessischen Gebietsreform zur kleinsten Kommune im Werra-Meißner-Kreis zusammengeschlossen. In beiden Orten stehen Kirchen mit gotischem Kern. Während das Gotteshaus in Rambach heute noch dem Aussehen von 1799 entspricht, nachdem das Gebäude grundlegend erneuert wurde, entstand die äußere Ansicht der Weißenbörner Kirche nach dem Umbau von 1913. Obwohl Weißenborn seit früherer Zeit immer mehr Einwohner als Rambach besaß, gehört die Kirche seit 1585 als Filial zur Pfarrei Rambach. Diese Zugehörigkeit hat sich bis heute erhalten, auch das um 2010 neu erbaute Pfarrhaus steht in Rambach.

## Kirchengebäude
Der älteste Teil der Kirche ist der Chorturm. Hier befindet sich die Jahreszahl 1577, die vermuten lässt, dass in diesem Jahr der Turm fertiggestellt wurde. Ihm wurden 1913 die mit Schiefern verkleidete Glockenstube und die Haube aufgesetzt. Das Kirchenschiff ist im Jahr 1697 angefügt worden und als es baufällig war, wurde es von 1913 bis 1914 umgebaut und erhielt ein Obergeschoss mit einem aufwendig gestalteten Fachwerkgefüge, das den Einfluss der thüringischen Fachwerkarchitektur zeigt, die sich im Ort auch an zahlreichen Häusern findet. Die Fassade wird vor allem von markanten K-Streben und dem Rautengeflecht der Gefache unter den Fenstern geprägt.

## Kircheninneres
Im Inneren ziert ein Sternenhimmel die Tonnendecke. Mehr als 400 mattgoldene Gestirne sind während der Renovierungsarbeiten in den 2010er Jahren zwischen die Schmuckornamente der Kuppel gemalt worden. Für jeden einzelnen Himmelskörper konnte eine Patenschaft übernommen werden und der Erlös aus den Sternpatenschaften wurde für die Kirche verwendet. Zu den als besonders erwähnenswert angesehenen Ausstattungsstücken gehören der Taufstein aus dem 16. Jahrhundert, die Kanzel mit Schalldeckel und der Pfarrstuhl aus der Zeit um 1700.

## Denkmalschutz

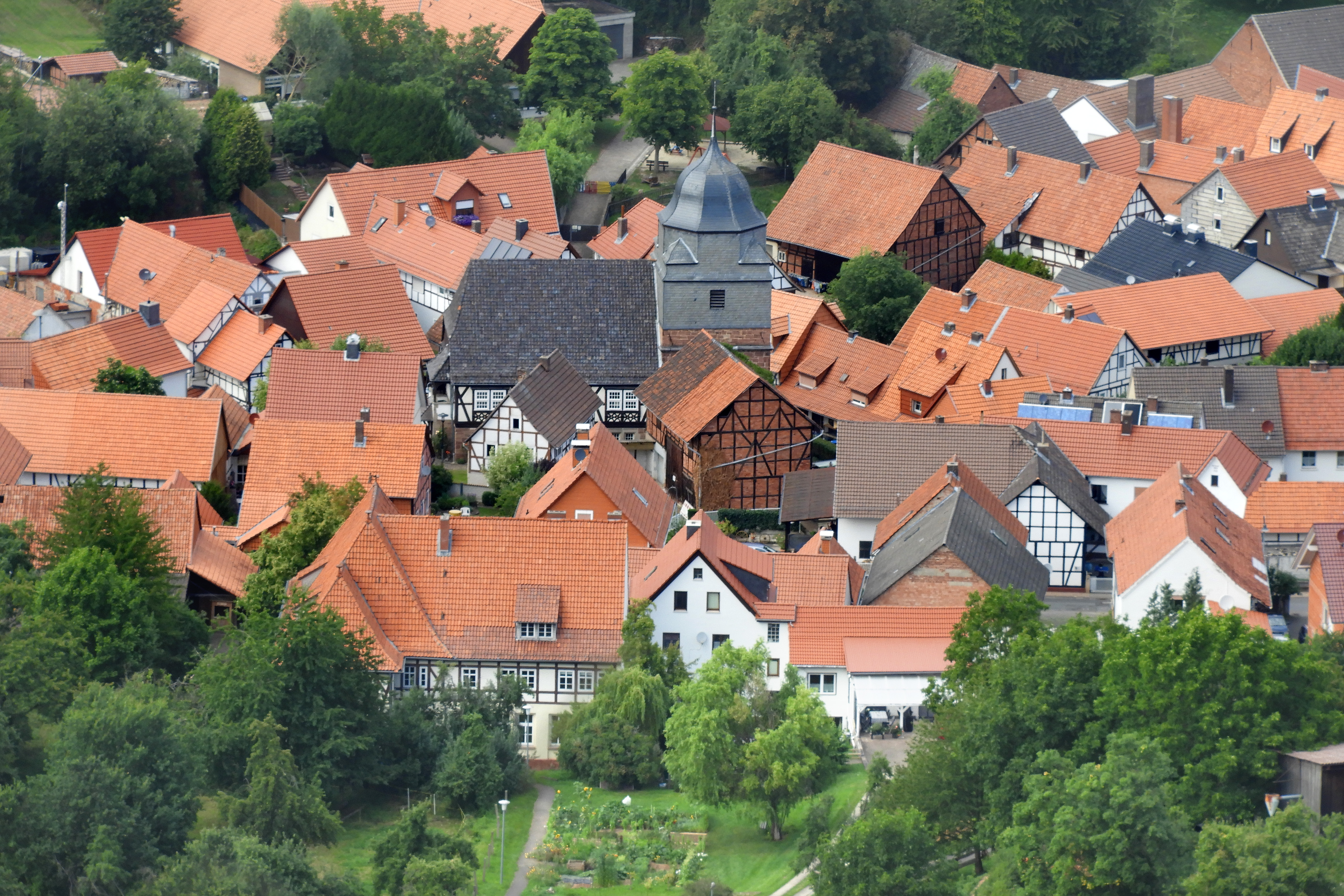
Die Kirche erhebt sich in der Mitte des denkmalgeschützten Ortskerns

Wegen ihrer geschichtlichen, künstlerischen und städtebaulichen Bedeutung wird die Kirche nach § 2 Absatz 1 des Hessischen Denkmalschutzgesetzes als Kulturdenkmal geschützt und wurde in das Denkmalverzeichnis des Landes Hessen eingetragen. Sie befindet sich innerhalb der Gesamtanlage Weißenborns, die den ehemaligen Ortskern umfasst und aus geschichtlichen Gründen unter Denkmalschutz steht. 
Im Denkmalverzeichnis des Landes Hessen hat die Kirche die Nummer 39211 und die Gesamtanlage Weißenborn die Nummer 39203.